# Ейбрахам Маслоу
Вижте пояснителната страница за други личности с името Маслоу.
Ейбрахам Маслоу (на английски: Abraham Maslow) е американски психолог, който заедно със Станислав Гроф е сред създателите на трансперсоналната психология.
Името му се свързва главно с йерархичното подреждане на човешките потребности, което предлага. Той е един от основоположниците на хуманистичното течение в западната (главно американската) психология. Близо три десетилетия разработва теорията за самоусъвършенстването.

## Биография
Роден на 1 април 1908 г. в Бруклин, Ню Йорк, САЩ. Tой е първото от седемте деца в семейството на руско-еврейски емигранти. Родителите му са необразовани, но държат синът им да следва право. Първоначално Маслоу отстъпва пред желанията им и се записва в колеж. Три семестъра по-късно обаче се мести в Университета в Уисконсин, където придобива бакалавърска степен през 1930 г., магистърска степен - 1931 г. и докторат по психология - 1934 г.
Първоначално психологът преподава в Бруклин Колидж. През този период се запознава с известни европейски психолози, като: Алфред Адлер, Ерих Фром и Макс Вертхаймер – един от основателите на гещалт психологията. През 1951 г., Маслоу открива психологически факултет към университета Брандайс (Brandeis University). Негов ръководител е до 1968 г. Същевременно между 1967 – 1968 г. е президент на Американската психологическа асоциация. От 1968 г. до смъртта си е член на съвета на калифорнийския благотворителен фонд „Лафлин“.
Пенсионира се в Калифорния, където умира от сърдечен удар, след години боледуване на 8 юни 1970 г.

## Йерархия на човешките потребности
През 1954 г. Маслоу дефинира своята пирамида (йерархия) на човешките потребности, която играе ключова роля за развитието на човешките ресурси и теорията за мотивацията. Пирамидата се състои от следните пет нива:
1. На най-ниско ниво са физиологичните нужди от: въздух, вода, храна, сън и основните изисквания за поддържане на живота.
2. Нуждата от безопасност, сигурност и спокойствие.
3. Социални потребности от одобрение, привързаност и любов.
4. Потребност от уважение, социален статус, признание и самоуважение.
5. Потребност от себеутвърждаване (себеактуализация) – най-високото и абстрактно ниво в пирамидата.
Маслоу вярва, че потребностите от по-ниските нива са по-силни от тези от по-високите и че всяка потребност от по-ниско ниво трябва да бъде сравнително добре задоволена, преди да се премине към задоволяване на потребност от по-високо ниво. Така например, човекът, чиито физиологични потребности и потребност от сигурност са задоволени, ще има мотивация да задоволи и социалните си потребности, докато гладният бездомник ще е напълно обзет от мисълта да си намери храна и подслон.
Важно е да се отбележи, че Маслоу вярвал, че потребността от самоусъвършенстване е коренно различна от всички останали 4 нива в йерархията. Четирите представляват потребности, породени от липсата, като включват физически или психологически условия, които личността се стреми да поддържа в приемлив диапазон. Когато някоя от тези четири типа потребности бъде удовлетворена, свързаната с нея мотивация намалява или изчезва, и поведението на човека се променя. Задоволяването на дадена потребност дава възможност на човека да премине към удовлетворяването на следващата, която се намира в латентно състояние. За сметка на това самоусъвършенстването е потребност от растеж и в процеса на задоволяването ѝ, мотивацията расте още повече вместо да намалява.

## Трудове
На английски език
- A Theory of Human Motivation (първоначално публикувана в Psychological Review, 1943, Vol. 50 #4, pp. 370 – 396).
- Motivation and Personality (1st edition: 1954, 2nd edition: 1970, 3rd edition 1987)
- Religions, Values, and Peak Experiences, Columbus, Ohio: Ohio State University Press, 1964.
- Eupsychian Management, 1965; republished as Maslow on Management, 1998
- The Psychology of Science: A Reconnaissance, New York: Harper & Row, 1966; Chapel Hill: Maurice Bassett, 2002.
- Toward a Psychology of Being, (1st edition, 1962; 2nd edition, 1968)
- The Farther Reaches of Human Nature, 1971
- Future Visions: The Unpublished Papers of Abraham Maslow by E.L. Hoffman (Editor) 1996

На български език
- Мотивация и личност, Изд. Кибеа, 2001
- Религии, ценности и върхови преживявания, Изд. Хермес, 2018
- Към психология на битието, Изд. Изток-Запад, 2018